# Mistrzostwa Azji w Maratonie 2004
Mistrzostwa Azji w Maratonie 2004 – zawody lekkoatletyczne na dystansie maratońskim, które odbyły się 7 listopada 2004 w Seulu.
Były to dziewiąte odrębne mistrzostwa Azji w maratonie, we wcześniejszych latach trzykrotnie (1973, 1975 oraz 1985) konkurencję tę rozgrywano w ramach mistrzostw Azji w lekkoatletyce.

## Rezultaty

### Mężczyźni
| Konkurencja:    | 1. miejsce  | Rezultat | 2. miejsce   | Rezultat | 3. miejsce | Rezultat |
| Bieg maratoński | Kim Yi-yong | 2:11:32  | Masami Soeta | 2:14:34  | Han Gang   | 2:15:12  |

### Kobiety
| Konkurencja:    | 1. miejsce    | Rezultat | 2. miejsce     | Rezultat | 3. miejsce | Rezultat |
| Bieg maratoński | Zhang Shujing | 2:36:22  | Choi Kyung-hee | 2:38:03  | Bai Xue    | 2:42:21  |